# 玻璃腭竺魚
玻璃腭竺魚（学名：Foa hyalina），又名玻璃小天竺鯛，為輻鰭魚綱鈎頭魚目天竺鯛科腭竺魚屬下的一個種，分布於西太平洋菲律賓、印尼、帛琉及巴布亞紐幾內亞海域，深度2至15公尺，本魚體延長呈橢圓形，體稍側扁，頭大、眼大、口大且斜裂，頜齒細小，鋤骨和腭骨通常具齒，舌上無齒，前鰓蓋骨邊緣光滑，體被弱櫛鱗，體透明，有一條從口鼻部到眼睛的棕紅色橫條紋及數條紅棕色縱紋，背鰭及腹鰭鰭膜有褐色斑點，背鰭2個，尾鰭叉形，背鰭硬棘8枚、背鰭軟條9枚、臀鰭硬棘2枚、臀鰭軟條8枚，體長可達4.7公分，棲息在礁石區，夜間活動，肉食性，以浮游生物為食，繁殖期時，雄魚具有口孵習性，卵約7日化成仔魚，由雄魚吐出，具短暫的仔魚飄浮期，生活習性不明。